# Gráfico da sucessão dos papas
O termo Papa é usado em várias igrejas para denotar seus altos líderes espirituais, este título geralmente se refere ao chefe supremo da Igreja Católica Romana e da Santa Sé. O próprio título foi usado oficialmente pelo chefe da Igreja desde a posse do Papa Sirício.
Houve 267 papas, conforme listado pelo Anuário Pontifício sob o título I Sommi Pontefici Romani (Os Sumos Pontífices de Roma). Algumas fontes citam um número de 268, com a inclusão do Papa eleito Estêvão, que morreu três dias depois de sua eleição, mas antes de sua  consagração episcopal. No entanto, apenas 265 (ou 266) homens ocuparam a cadeira de São Pedro , como Bento IX ocupou o cargo por três vezes em ocasiões separadas em meados da década do século XI.

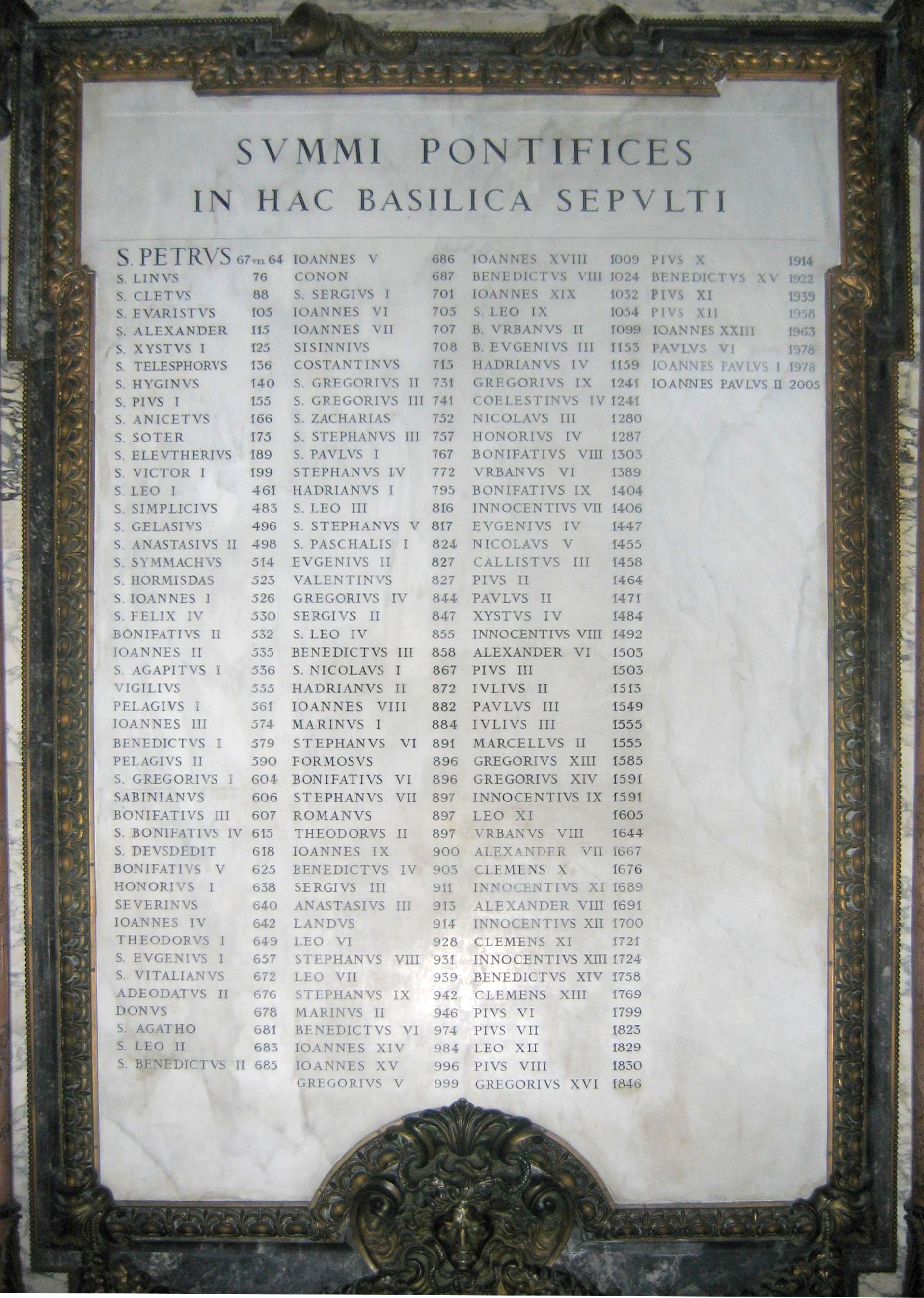
Na Basílica de São Pedro esta lápide lista os Papas

## Gráficos dos pontificados
Este é um gráfico da lista de papas. Os papas reconhecidos pela Igreja Católica estão a cor verde. Os antipapas estão indicados em cor vermelha.